# Mavec (priimek)
Mavec je priimek več znanih Slovencev: 
- Aco Mavec (1929—1982), slikar in ilustrator
- Dragica Mavec (*1942), plesalka, plesna pedagoginja
- Dušan Mavec (1947—1995), jezdec (konjeniški športnik)
- Marko Mavec, direktor Premogovnika Velenje (2019-)
- Mojca Mavec (*1973), novinarka in televizijska voditeljica
- Mojca Ketiš Mavec, dramaturginja
- Nina Mavec Krenker (*1968), plesalka, plesna pedagoginja